# Hộ thành hào (Kinh thành Huế)
Hộ thành hào là hệ thống hào nước bao bọc quanh kinh thành Huế được triều Nguyễn xây dựng cùng thời điểm với quá trình xây dựng Kinh thành khoảng từ năm 1802 đến 1832. Đây là một phần trong Quần thể Di tích Cố đô Huế đã được UNESCO công nhận là Di sản Văn hóa thế giới từ năm 1993.

## Đặc điểm
Hộ thành hào là dòng nước áp sát Kinh thành, bao gồm hào bên ngoài bốn mặt Kinh thành, dài khoảng 11,5 km, rộng trong khoảng từ 40 đến 60m.
Công trình được đắp bằng đá núi (đá gan gà), theo kỹ thuật xếp đá khan không sử dụng vữa kết dính.

## Hiện trạng
Trải qua hàng trăm năm tồn tại, đến nay hộ thành hào vẫn là một trong những hạng mục quan trọng gắn liền với Kinh thành Huế, cùng với tuyến phòng lộ, tường thành, eo bầu, Kỳ đài, Trấn Bình đài và mười cổng thành. Tuy nhiên, hiện trạng của tuyến phòng hộ này đã bị hư hỏng và biến dạng nhiều. Nhiều đoạn kè đá bị phá hủy, nhiều đoạn lòng hào bị đất cát và rác bồi cạn, tắc nghẽn. Nhiều hộ dân cơi nới ra lòng hào để làm nhà sàn, vườn trồng rau… Những cái “nhiều” đó không những ảnh hưởng đến mỹ quan quan đô thị, mà còn khiến hộ thành hào tiềm ẩn nhiều nguy cơ tác động tiêu cực lên sức khỏe của người dân sống trong khu vực. Đó cũng là lý do chính khiến người dân bức xúc, kiến nghị nhiều lần lên chính quyền các cấp và hiện đang được Trung tâm Bảo tồn Di tích Cố đô Huế phối hợp với UBDN TP. Huế thực hiện việc nạo vét hộ thành hào trên địa bàn phường Phú Hòa.
Năm 2001, UBND tỉnh Thừa Thiên Huế có quyết định 1918/QĐ-UBND phê duyệt Dự án "Bảo tồn, tu bổ và tôn tạo hệ thống Kinh thành Huế" với tổng mức đầu tư hơn 1.280 tỷ đồng. Do khó khăn về nguồn lực và giải phóng mặt bằng nên đến ngày 26/10/2016, UBND tỉnh tiếp tục có quyết định số 2568/QĐ-UBND điều chỉnh thời gian thực hiện dự án đến ngày 31/12/2020.